# Joseph, Marquis de Saint Brisson
Arnould Pierre Henri Joseph de Ranst de Berchem de Saint Brisson (ur. 8 maja 1867 w Paryżu, zm. 4 maja 1927 tamże) – francuski szermierz, szablista. Członek francuskiej drużyny olimpijskiej w 1908 roku.